# Ford TH!NK
Le Ford TH!NK erano due vetture elettriche progettate nel 1999 e 2000 dalla TH!NK Mobility, al tempo parte di Ford. I due modelli vennero chiamati City e Neighbor: la prima era una citycar, la seconda era per lo più un golf cart. Le TH!NK City vennero anche date in leasing a città come New York e Los Angeles a partire dal 2001, ma dopo il fallimento di questo progetto-esperimento, Ford vendette l'intera azienda Think Global nel 2002 e trasferì l'intero stock di vetture in Europa nel 2004. L'azienda norvegese riprese la produzione di auto elettriche a partire dalla fine del 2007 fino al 2011.

## TH!NK City e Neighbor
La TH!NK City fu una vettura due posti capace di accelerare da 0 a 48 km/h in 7 secondi e di raggiungere la velocità massima di 90 km/h. Le dimensioni erano: 3 metri di lunghezza, 1,6 metri di larghezza e 1,6 metri di altezza. Il peso era di 943 kg. Il motore a corrente alternata trifase sfruttava 11,5 kWh di energia, contenuti in una batteria composta da 19 celle al nichel-cadmio. L'impianto elettrico funzionava a 220V/16A e per ricaricare completamente le batterie da una presa da 220V occorrevano 8 ore. Il sistema di raffreddamento era a liquido.
La Neighbor venne sviluppata per rispettare le normative NHTSA per i veicoli elettrici. Venne offerta in due varianti, con due o quattro posti e verso la fine della produzione venne introdotta la variante pick-up. La Neighbor possedeva uno space frame in alluminio con pannelli di copertura in materiale termoplastico. Il veicolo non possedeva un vero tetto, ma un telaio; il pannello di copertura era infatti opzionale. La velocità massima era di 40 km/h (imposta dai requisiti NHTSA), ma era presente anche una modalità che permetteva di regolare la velocità massima a 24 km/h, per l'utilizzo nei campi da golf. La motorizzazione consisteva in un motore a corrente continua da 5 kW, 6 batterie per un totale di 72V e una coppia massima di 88 Nm a 1500 rpm. L'autonomia era di 48 km, con un tempo di ricarica delle batterie di 4-8 ore da una presa a 110V, oltre a un sistema di recupero dell'energia in frenata. Per quanto riguarda l'attività da golf cart, vennero create apposite caratteristiche quali un bagagliaio per le mazze, un piccolo tabellone per i punteggi, un pulitore per le mazze e un refrigeratore (ma solo sulla versione a quattro posti).
Una caratteristica comune a entrambi i mezzi era quella di essere altamente riciclabili.

## Critiche
Una serie di proteste nacque quando la Ford decise di demolire le TH!NK City rimaste in disuso. Dopo le proteste di vari gruppi ambientalisti, tra cui Greenpeace, che raggiunse il tetto della sede principale Ford in Norvegia, la casa dell'ovale blu decise di trasportare le TH!NK City invendute nello stato nordeuropeo. A partire dalla fine del 2007 la Think Global iniziò la produzione autonoma delle City, anche se con qualche difficoltà e sparute interruzioni produttive, fino alla bancarotta avvenuta nel giugno 2011.